# Flattach
Flattach è un comune austriaco di 1 183 abitanti nel distretto di Spittal an der Drau, in Carinzia. È stato istituito nel 1895 per scorporo dal comune di Obervellach.
Flattach è famosa per il suo parco naturale (Raggaslucht) caratterizzato da delle cascate